# Maxat Aiazbaiev
Maxat Aiazbaiev (Baktybai, província del Kazakhstan Meridional, 27 de gener de 1992) és un ciclista kazakh. Professional des del 2012. Del seu palmarès destaca la Volta a Bulgària de 2012.

## Palmarès
- 2010
  - 1r al Giro de la Lunigiana i vencedor d'una etapa
- 2012
  - 1r a la Volta a Bulgària i vencedor d'una etapa
- 2013
  - 1r al Trofeu internacional Bastianelli